# 新疆农科院玛纳斯试验站
新疆农科院玛纳斯试验站，是中华人民共和国新疆维吾尔自治区昌吉回族自治州玛纳斯县下辖的一个类似乡级单位。

## 行政区划
新疆农科院玛纳斯试验站下辖以下地区：
上兵户村、兵户村和东兵户村。